# Eva Zeisel

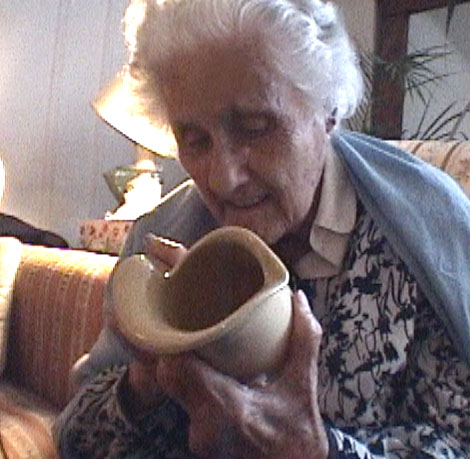
Eva Zeisel (2001)

Eva Zeisel (geboren als Eva Stricker 13. November 1906 in Budapest, Österreich-Ungarn; gestorben 30. Dezember 2011 in New York), auch bekannt als Eva Stricker Zeisel war eine US-amerikanische Industriedesignerin, die hauptsächlich durch ihre Keramikarbeiten aus der Zeit nach ihrer Einwanderung in die Vereinigten Staaten bekannt wurde. Arbeiten aus Zeisels Karriere sind in Museumssammlungen in aller Welt zu sehen.

## Leben

Eva (hier 1909 an der Seite ihrer Mutter Laura Stricker im progressiven Budapester Kindergarten) und Arthur Koestler (vorne) sahen sich auch später noch.

Eva Amalia Stricker war eine Tochter des Textilindustriellen Sándor Stricker (Striker) und der Laura Polanyi Stricker, sie hatte zwei Geschwister. Von 1923 bis 1924 studierte sie Malerei an der Königlichen Kunstakademie in Budapest. Im Anschluss daran erhielt sie einen Ausbildungsplatz als Töpferin, eröffnete eine Werkstatt an der Kispest Keramikfabrik in Budapest und entwickelte Prototypen. Ab 1927 entwarf sie für Hansa Kunstkeramik in Hamburg und von 1928 bis 1930 wurde sie Designerin für die Schramberger Majolika in Schramberg. Sie entwarf dort zahlreiche Teeservices, Vasen, Tintenfässer und andere Keramiken. Ihre Entwürfe für die Schramberger Majolika orientierten sich zum großen Teil an der Natur und sind vom Bauhausstil beeinflusst, von dem sie sich allerdings später distanzierte, indem sie ihn der New York Times gegenüber als „zu kalt“ bezeichnete. 1930 zog Eva Stricker nach Berlin, wo sie als Designerin für Christian Carstens arbeitete.

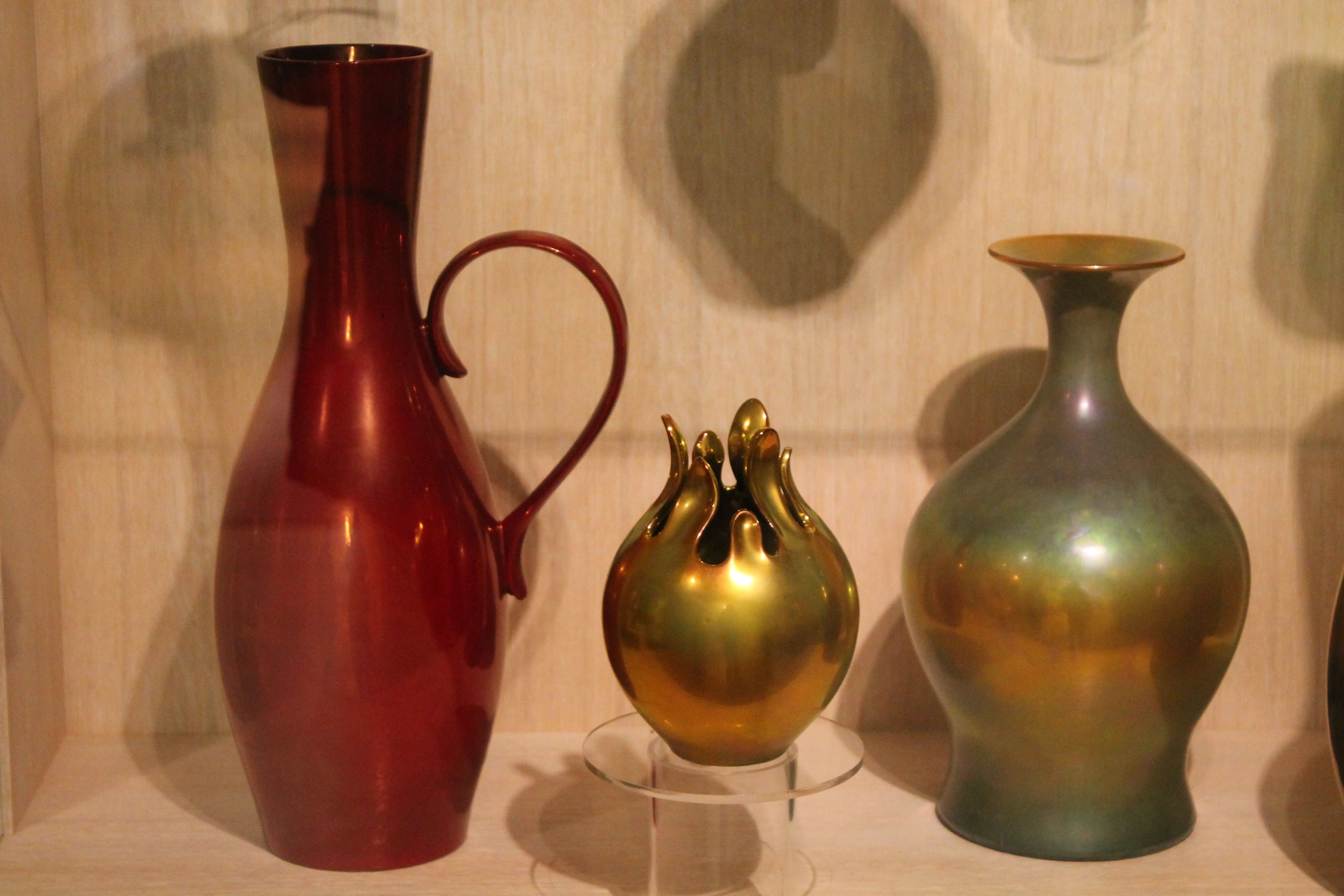
Exponate von Eva Stricker Zeisel

1932 ging Eva Stricker in die UdSSR, wo sie als eine der ausländischen Experten arbeitete, die zu jener Zeit dort sehr willkommen waren. Sie gestaltete Keramik für die staatlichen Porzellanfabriken Lomonosow und Dulewo. 1935 wurde Zeisel sogar Künstlerische Leiterin der sowjetischen Keramikindustrie. Dieser Erfolg war jedoch nur kurzlebig, da sie unter dem Verdacht, Mitverschwörerin in einem Attentat auf Stalin zu sein, verhaftet wurde. Nach fast anderthalb Jahren wurde sie entlassen und nach Österreich ausgewiesen. Sie kehrte nach ihrer Freilassung nach Budapest zurück und musste erneut fliehen, diesmal vor den Nationalsozialisten. Über die Schweiz gelangte sie nach England.
1938 verließ Eva Stricker das Land mit ihrem späteren Ehemann Hans Zeisel. Die Hochzeit fand in England statt, von wo aus sie noch im selben Jahr in die Vereinigten Staaten auswanderte, wo sie in New York lebte und mit Hans Zeisel zwei Kinder hatte. Sie entwarf weiterhin praktisches, modernes Tafelgeschirr, darunter die Kollektion Museum White (1942–45), die sie in Kooperation mit dem Museum of Modern Art (MoMA) entwickelte, wo sie auch 1977 in einer eigenen Ausstellung Werke zeigte. Nebenbei unterrichtete sie am Pratt Institute und an der Rhode Island School of Design in Providence. Ihre Porzellanentwürfe mit den typischen sanft geschwungenen Linien wurden weltweite Verkaufsschlager. Später entwarf sie zudem Gläser, Möbel und Teppiche. Auch im höheren Alter, als sie schon nahezu erblindet war, schuf sie mit Hilfe eines Assistenten noch Entwürfe. Sie starb 2011 im Alter von 105 Jahren.
Anfang 2013 widmete ihr (sowie Margarete Heymann-Marks und  Marguerite Friedlaender-Wildenhain) das Bröhan-Museum eine Ausstellung im Berliner Themenjahr 2013 zerstörte Vielfalt. In Schramberg ist die Eva-Zeisel-Straße nach ihr benannt.